# Margarete Tondeur

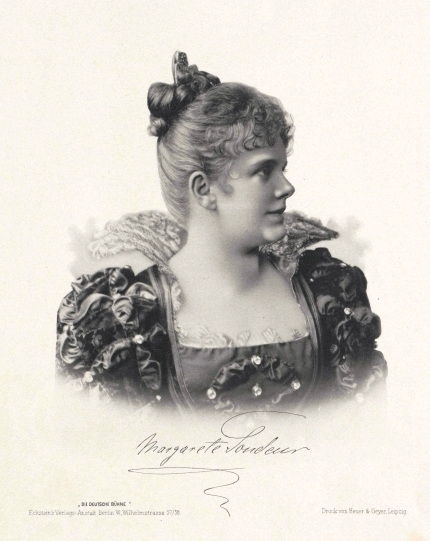
Margarete Tondeur

Carolina Johanna Margarete Tondeur (auch Margarete Tondeur-Jessen; * 16. Dezember 1862 in Altona; † 23. März 1944 in Schäftlarn) war eine deutsche Theater- und Stummfilmschauspielerin.

## Leben und Wirken
Tondeur war ein Schauspielerkind, denn sowohl ihr Vater Max Tondeur als auch ihre Mutter Elisabeth Tondeur, geborene Lehmann, gehörten dem Bühnenberuf an. Später war der Vater Inhaber einer Theaterschule. Aufgewachsen in Breslau, studierte Margarete Tondeur schon als Kind die Partien der Schülerinnen ihres Vaters. Bereits kurz nach ihrer Konfirmation debütierte sie, noch nicht ganz fünfzehn Jahre alt, am Breslauer Stadttheater als Elfriede im Lustspiel Aschenbrödel von Roderich Benedix. Um Bühnenerfahrung zu sammeln, ging sie für einige Jahre nach Danzig. Die nächste Station war Dresden. 1884 gelangte Margarete Tondeur über Empfehlung von Friederike Bognár ans Wiener Burgtheater, wo sie vier Jahre lang bleiben sollte. Anschließend engagierte Ludwig Barnay die Künstlerin für das Berliner Theater. In der deutschen Reichshauptstadt wirkte sie von 1891 bis 1893 als Nachfolgerin von Clara Meyer auch am Königlichen Schauspielhaus (u. a. Beatrice in Viel Lärm um nichts, Portia in Der Kaufmann von Venedig, Titelrolle in Minna von Barnhelm). Nach kurzen Intermezzi am Thalia-Theater Hamburg und am Berliner Goethe-Theater wechselte sie 1898 als „erste Konversations-Liebhaberin und Salondame“ an das Königliche Hoftheater in Hannover. Hier heiratete sie 1901 ihren Kollegen Colla Jessen und firmierte von da an auch als Margarete Tondeur-Jessen. Ihre hauptsächliche Wirkungsstätte wurde – an der Seite ihres Gatten – ab 1903 schließlich das Münchner Schauspielhaus. Hier kreierte sie u. a. die Rolle der Isabel Grant in der Uraufführung von Frank Wedekinds Drama Hidalla.
Ab 1919 trat Margarete Tondeur sporadisch auch vor Stummfilmkameras, zuerst in einer Ammenrolle in Robert Reinerts expressionistischem Zeitstück Nerven. Bis 1923 sind noch zwei weitere Filmauftritte dokumentiert.
Margarete Tondeur, seit 1920 geschieden, lebte ab 1926 im Ortsteil Ebenhausen der Gemeinde Schäftlarn südlich von München. Sie starb 1944 an einer altersbedingten Herzlähmung.

## Filmografie
- 1919: Nerven
- 1919: Bluff
- 1923: Ihr Fehltritt